# 요아리
요아리(1987년 10월 3일 ~ )는 대한민국의 가수이다. 2007년에는 스프링쿨러의 멤버 보컬로 활동하였다. 2010년 디지털 싱글 《저기요》를 통하여 솔로가수로 정식 데뷔하였다. 2012년 보이스 코리아에 출연해 주목을 받았으며, 최종 TOP10에 진출했다. 작곡가 겸 음악 프로듀서 윤일상과 함께 7년 동안 많은 작품들을 발매하며 활동을 이어갔다. 이후 2023년 플랜히어(PLANHEAR)와 전속 계약을 맺고 다양한 영역에서의 새로운 활동을 예고하고 있다. 피처링 참여와 더불어 2019년 자작곡 길고양이 발매와 여러 드라마 OST 가창 참여로 활발하게 활동을 이어나가고 있으며, 최근 2023년 《마이데몬》 드라마 OST 《TRUE》 가창 참여와 함께 2019년 《타인은 지옥이다》 드라마 OST 《Blow Off》 곡의 작곡 작사 및 가창까지 참여하는 등 실력을 인정 받고 있다.

## 음반

### 정규앨범
- 스프링클러(SPRINKLER)《1집 Dreamer》(2007)

1. 보물섬으로의 항해
2. 오랜습관
3. 놀자
4. 21세기 캔디송
5. 너 그럴때면
6. 비가 내려서 좋아
7. 부활을 꿈꾸며
8. Triangle
9. 애주가
10. 날개를 훔치다
11. 연인이 친구가 되던 날
12. 보물섬으로의 항해 (Inst)
13. 오랜습관 (Inst)

- 《맘에 드니?》(2013)

1. 맘에 드니?
2. 니 이름이 뭐니?
3. 부르릉
4. Level Up
5. Lie
6. 맘에 드니? (Inst.)
7. Level Up (Inst.)

### OST
```
《
마이데몬
 O.S.T》(2023)
```

1. TRUE

```
《
태풍의 신부
》주제가 (2022)
```

1. Part. 무번 무정

```
《
검은태양
》(2021)
```

1. Part.1 Reason
2. Part.3 Searching for reasons why

```
《You Raise Me Up》(2021)
```

1. Part.1 꿈을 꾸고 있어

```
《
너는 나의 봄
》(2021)
```

1. Part.6 Me So Bad

```
《
타인은 지옥이다
 O.S.T》(2019)
```

1. Part.3 Blow Off

```
《
자백
 O.S.T》(2019)
```

1. Part.3 Reason : It’s You

```
《
클로저스
 O.S.T》(2018)
```

1. Hate You (Prod.Asteria)

```
《제 3의 사랑 OST》(2016)
```

1. Angel Eyes

```
《
시크릿 가든
 O.S.T》(2011)
```

1. Part.4 나타나 (Female Ver.)
2. Special 나타나 (Ballade Ver.)

```
《리틀맘 스캔들 O.S.T》(2008)
```

1. 인생은 아름다워

《7인의 부활 OST》(2024)
1. 뷸타버리자

## 디지털 싱글
- 《Lie》(2012)
  1. Lie

- 《저기요》(2010)
  1. 저기요
  2. 나비
  3. 저기요 (Inst.)

- 《길고양이》(2019)
  1. 길고양이
  2. 길고양이 (Inst.)

- HUS (허밍어반스테레오) - 《LIZARD》(2021)
  1. LIZARD
  2. LIZARD (Inst.)

- 《빛그림》(2021)
  1. 빛그림
  2. 빛그림 (Inst.)

## 싱어게인음원
- Episode.4 위 올 하이(요아리, 하진) - 《오늘 하루》
- Episode.7 《MOON》
- Episode.11 《안녕》
- Episode.12 《걷고 싶다》
- 《戀人연인》 (원곡 박효신)

## 보이스코리아 시즌1음원
- 보이스 코리아 Part 1 《유혹의 소나타》
- 보이스 코리아 The Behind 《아름답게》
- 보이스 코리아 Part 3 《UGLY》
- 보이스 코리아 Part 5 《아버지》

## 방송

### 라디오
- MBC FM4U 《정오의 희망곡》(2021)